# Porzsolt Jenő
Porzsolt Jenő (Bicske, 1856. március 13. – Budapest, 1938. március 27.) felső kereskedelmi iskolai tanár, Porzsolt Kálmán és Porzsolt Gyula testvérbátyja.

## Életútja
Porzsolt Benő (Beniámin) gazdasági tiszt és Wendrinszky Mária fiaként született, 1856. március 15-én keresztelték. Gimnáziumot és egyetemet végzett. 1881-ben középiskolákra nyert tanári képesítést a bölcseletből, magyar nyelvből és a tornászatból. 1883-tól a fővárosnál működött, a budapesti IX. kerületi felső kereskedelmi iskola tanára volt, ahol a magyar és francia nyelvet, földrajzot és történelmet tanította. Halálát tüdőgyulladás, érelmeszedés és aggkori elmegyengeség okozta. Felesége Weisz Stefánia Franciska volt, 1893. április 12-én házasodtak Budapesten, a Kálvin téri református templomban.
Cikke a Magyar Nemzetgazdaságban (VII. Nemzetközi hajózás az Aldunán); a Fővárosi Lapoknak munkatársa volt; cikke a Protestáns Új Képes Naptárban (1891. Népünk erősödése); a Pallas Nagy Lexikonában a sportcikkeket írta.

## Munkái
- A korcsolázás kézikönyve. Budapest, 1885. (Herkules Könyvtár II.).
- Képes Sport-Naptár az 1886. évre I. évfolyam. Budapest, 1886. (Porzsolt Kálmánnal együtt).

Szerkesztette a Herkules c. sportlapot 1884-től Porzsolt Kálmánnal együtt.